# ごま (イラストレーター)
ごまは、日本のイラストレーター。同人サークル「松ヰ屋」を主宰。

## 小説挿絵
- 「好きだから、好きだけど」（アンソロジーノベルズ『Can-d Select Vol.10 咲・いもうと物語 〜小さなつぼみ味〜』パラダイム〈キャンディセレクト〉、2004年、ISBN 4-89490-610-4）

## 企画
- 「イラスト講座」（『ゲームラボ』三才ブックス、2008年4月号から2010年3月号まで担当）
- 「萌える!CG教室」（『ゲームラボ』三才ブックス、2008年4月号 - 2010年3月号）